# Paralepistopsis amoenolens
Paralepistopsis amoenolens (Malençon) Vizzini è un fungo appartenente alla famiglia Tricholomataceae.
Originariamente descritto nel 1975 in Marocco come Clitocybe amoenolens dal micologo francese Georges Jean Louis Malençon, è responsabile della sindrome da intossicazione acromelalgica (o eritromelalgica). La sua tossicità venne scoperta a seguito di un'intossicazione subita da un gruppo di persone dopo l'ingestione di questi esemplari per tre anni, raccolti in Moriana, valle francese formata dal fiume Arc e situata nel dipartimento francese della Savoia e scambiati per specie edibili dall'aspetto similare, l'imbutino (Clitocybe gibba) o Paralepista flaccida (precedentemente Lepista inversa).
Nel 2012, a seguito dell'analisi delle sequenze del DNA, i ricercatori Alfredo Vizzini ed Enrico Ercole assegnarono questa specie al nuovo genere Paralepistopsis, formando un clade separato da altri Clitocybe. Questo cambiamento venne accettato da Species Fungorum e Global Biodiversity Information Facility e di conseguenza da allora la specie viene indicata come Paralepistopsis amoenolens.
Paralepistopsis amoenolens risulta affine con una specie endemica del Giappone, la Clitocybe acromelalga, localmente nota come "fungo velenoso del bambù nano", la cui tossicità venne scoperta nel 1918.
La risultante sindrome da eritromelalgia indotta da funghi varia nella durata da 8 giorni a 5 mesi, benché sia riportato il caso di una persona che manifestò sintomi per tre anni